# 14
 Тази статия е за четиринайсетата година от новата ера.  За числото четиринайсет вижте 14 (число).  За други значения вижте 14 (пояснение).
14 (четиринайсета) година е обикновена година, започваща в понеделник по юлианския календар.

## Събития

### В Римската империя
- Последна година от принципата (27 г. пр.н.е.–14 г.) на Октавиан Август.
- Консули на Римската империя са Секст Помпей и Секст Апулей.
- Провежда се преброяване, което установява 4 937 000 римски граждани.
- Римският сенат забранява на мъжете да носят копринени дрехи.
- Германик заминава да поеме командването на войските по река Рейн. Скоро съпругата и децата му се присъединяват към него, а на малкия Гай Цезар войниците дават прозивището Калигула.[1]
- 19 август – в Нола умира първият римски император Октавиан Август.[1]
- Единственият останал жив внук на Август, Агрипа Постум е убит.
- Септември:
  - Завещанието на Август е прочетено публично, той е погребан с държавни почести, а пепелта му е поствена за съхранение в построения от него мавзолей.[2]
  - 17 септември – провежда се заседание на Сената, на което е прието Август да бъде обожествен и да получи съответните божествени почести, включително и свой храм в Рим.[2]
  - Тиберий официално е потвърден като нов прицепс и получава титлата Август. Начало на неговия принципат (14 – 37 г.).
  - Избухват брожения в рейнските и панонските легиони, които са бързо потушени от Германик и Друз.[2]
- Единствената дъщеря на Август, Юлия, умира в Региум по време на своето изгнание заради разврат, след като се подлага на глад.[3]

## Родени
- Марк Юний Силан, римски политик († 54 г.)
- Луций Вергиний Руф, римски военачалник и политик († 97 г.)

## Починали
- 19 август – Октавиан Август, римски император
- Агрипа Постум, осиновен син на Октавиан Август
- Юлия Старша, дъщеря на император Август (родена 39 г. пр.н.е.)
- Павел Фабий Максим, римски политик и консул
- Луций Емилий Павел, римски политик и консул